# Serguéi Kruglov
Serguéi Nikíforovich Kruglov (en ruso: Сергей Никифорович Круглов) (1907 - 1977) fue Ministro del Asuntos Internos de la Unión Soviética desde marzo de 1953 hasta marzo de 1954. Además sucedió por un tiempo corto a Lavrenti Beria en la jefatura del NKVD. Posteriormente se unió al bando de Nikita Jrushchov contra Beria.

## Primeros años
Nació el 19 de septiembrejul. (2 de octubre)greg. de 1907 en la familia de un herrero de la gobernación de Tver. Desde abril de 1921, trabajó como pastor, y se graduó de la escuela primaria en 1924; recibió una excelente educación, estudiando en el Instituto Karl Liebknecht de Moscú, el Departamento Japonés del Instituto Soviético de Culturas Orientales y el muy prestigioso Instituto de Profesores Rojos. Su educación fue principalmente sobre política, asuntos internacionales e idiomas extranjeros. Desde junio de 1924, fue presidente del sóviet del pueblo de Nikíforovski de la gobernación de Tver. Entre noviembre de 1929 y diciembre de 1930, sirvió en el Ejército Rojo como mecánico subalterno en el Distrito Militar de Moscú. 

## En los servicios de seguridad
Kruglov comenzó a trabajar en los servicios de seguridad soviéticos a principio de la década de 1930. En noviembre de 1939, (después de que Lavrenti Beria fuera designado Comisario del Pueblo del NKVD), y Kruglov, con el rango de Mayor de Seguridad del Estado fue designado como Comisario del Pueblo adjunto para Asuntos Internos, y fue ascendido al rango Mayor Principal de la Seguridad del Estado. También fue candidato al Comité Central del PCUS desde 1939. 
Durante la Gran Guerra Patria, fue miembro de los Consejos Militares del Frente de Reserva y del Frente Oeste, y comandante del 4.º Ejército de zapadores en el Distrito militar del Volga, y en 1945, fue ascendido como coronel general. Durante ese período, Kruglov fue en gran medida responsable en el NKVD de cuestiones como las finanzas, la administración, el personal y el sistema Gulag. Kruglov fue nombrado Caballero Comandante Honorario de la Orden del Imperio Británico durante la Conferencia de Potsdam, convirtiéndose en el único oficial de inteligencia soviético en recibir el título de caballero honorario.
Durante los primeros meses de la guerra organizó destacamentos especiales de bloqueo o tropas de barrera, que llevaron a cabo ejecuciones en masa de personal militar soviético acusado de deserción o retirada no autorizada.
En 1944-1945, Kruglov fue uno de los principales funcionarios soviéticos a cargo de la deportación masiva de chechenos e ingusetios. Por su papel en la organización de estas deportaciones, Kruglov fue galardonado con la Orden de Suvórov de primer grado, que generalmente se otorgaba por valentía excepcional en combate de primera línea.
En enero de 1944, Kruglov y Vsévolod Merkúlov prepararon un informe del NKVD sobre la masacre de Katin que culpaba de la masacre a los alemanes. El informe del NKVD fue utilizado más tarde en 1944 como base por la "Comisión Estatal Extraordinaria para Determinar e Investigar Crímenes Perpetrados por los Invasores Fascistas Alemanes" (también conocida como la Comisión Burdenko), que llegó a las mismas conclusiones predeterminadas.
En el verano de 1944, cuando las tropas soviéticas recuperaron Lituania de manos de los alemanes, Kruglov supervisó las medidas punitivas contra los partisanos lituanos que resistieron el control soviético.
En 1945, Kruglov fue ascendido al rango de Coronel General del NKVD.
El 1 de enero de 1946, fue nombrado Comisario del Pueblo para Asuntos Internos, reemplazando a Lavrenti Beria. En marzo de ese año, el NKVD fue reemplazado por el Ministerio de Asuntos Internos (MVD), y Kruglov continuó como ministro. El Comisariado del Pueblo para la Seguridad del Estado (NKGB) se convirtió en el Ministerio de Seguridad del Estado (MGB) y estaba dirigida por Víktor Abakúmov, quien reemplazó al protegido de Beria, Vsévolod Merkúlov. Beria se convirtió en primer vicepresidente, y retuvo el control nominal general sobre MVD y MGB, que, sin embargo, ahora estaban dirigidos por los adversarios de Beria.
Aunque Kruglov ascendió en las filas de la máquina de Beria, no fue considerado un leal a él y después de la guerra se alió con Víktor Abakúmov. Los historiadores ahora ven la elevación de Kruglov y Abakúmov como parte de una estrategia deliberada de Stalin para limitar la influencia de Beria después del final de la guerra. La autoridad de Kruglov como Ministro de Asuntos Internos aumentó significativamente durante el período de entre 1946 y 1953. Al principio, esta autoridad incluía el control general sobre la Milítsiya (la policía regular de la Unión Soviética), las Tropas Internas, el funcionamiento del sistema Gulag, las Tropas Fronterizas y otras áreas.
A fines de la década de 1940 y principios de la de 1950, parte de esta autoridad se transfirió del MVD al MGB y, en 1953, MVD se había encargado principalmente de administrar el sistema de campos de prisioneros de Gulag. Sin embargo, durante la mayor parte de ese período, Kruglov siguió siendo el jefe de la Comisión Especial del NKVD de la URSS (Особое совещание при НКВД СССР), un organismo extrajudicial con autoridad para enjuiciar a los acusados de crímenes contra el Estado. Fue diputado del Sóviet Supremo de la Unión Soviética en sus 2.ª y 4.ª convocatorias, así como miembro del Comité Central del PCUS desde 1952.
Después de la muerte de Stalin, cuando los ministerios de Asuntos Internos y de Seguridad del Estado se fusionaron en un solo departamento bajo la dirección de Beria, el 11 de marzo de 1953, fue nombrado Primer Viceministro de Asuntos Internos de la URSS. Hay pruebas de que Kruglov participó activamente en la preparación de la eliminación de Beria, preparando una operación para eliminarlo. Junto con Iván Serov, jugó un papel clave en la detención de Beria en junio de 1953, planificada por Nikita Jrushchov y Gueorgui Malenkov, y fue designado como su sucesor en el Ministerio de Asuntos Internos, comenzando a reformarlo. A Kruglov se le atribuyó la idea de convertir el Ministerio de Seguridad del Estado en un Comité Estatal (KGB), siendo más dependiente del Consejo de Ministros.

## Carrera post-Stalin
Después del arresto de Beria, Kruglov fue nombrado nuevamente Ministro de Asuntos Internos, y su aliado Iván Serov fue nombrado Viceministro de Asuntos Internos. Sin embargo, por la nueva dirección del partido, liderada por Jrushchov, era visto como un supuesto "secuaz de Beria", y en febrero de 1956, Jrushchov lo destituyó como Ministro de Asuntos Internos y lo reemplazó por Nikolái Dudorov; se había considerado que su protegido Serov estaba desplazando la influencia de Kruglov. Tras su salida del MVD, fue transferido de cargo a Viceministro de Construcción de Centrales Eléctricas. En 1958, se jubiló, y un año después se le retiró su pensión y fue desalojado de su apartamento de élite. El 6 de junio de 1960, fue expulsado del partido por "graves violaciones de la legalidad socialista". Vivió el resto de su vida modestamente. El 6 de julio de 1977, murió al ser atropellado por un tren cerca del andén Pravda de la dirección Yaroslavl del Ferrocarril de Moscú. Fue enterrado en el cementerio Novodévichi.  

## Familia
En 1934, se casó con Taísiya Dmítrievna Ostápova (1910-1984), y tuvieron dos hijos; Irina (1935-2011) y Valeri (1937-2009).